# هال سكوت
هال سكوت (بالإنجليزية: Hal Scott)‏ هو معلق رياضي وصحفي أمريكي، ولد في 1923، وتوفي في 21 سبتمبر 2010.